# Steczovits László
Steczovits László, (1904. – 1973.) magyar bajnok labdarúgó, csatár.

## Pályafutása
1924 és 1929 között a Ferencváros játékosa volt. Két bajnoki címet és magyar kupa győzelmet szerzett a csapattal. A Fradiban összesen 103 mérkőzésen szerepelt (44 bajnoki, 50 nemzetközi, 9 hazai díjmérkőzés) és 39 gólt szerzett (14 bajnoki, 25 egyéb).

## Sikerei, díjai
- Magyar bajnokság
  - bajnok: 1925–26, 1926–27
  - 2.: 1924–25
- Magyar kupa
  - győztes: 1927